# Cantó de Brest-Kerichen
El cantó de Brest-Kerichen (bretó Kanton Brest-Kerichen) és una antiga divisió administrativa francesa situat al departament de Finisterre a la regió de Bretanya. Va existir de 1985 a 2015.

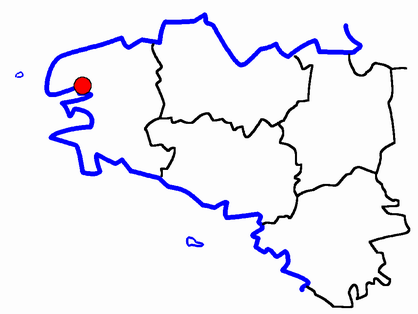
Situació del cantó

## Composició
Comprèn el barri de Kerichen de Brest.

## Història
| Data d'elecció | Identitat              | Partit | Qualitat |
| -------------- | ---------------------- | ------ | -------- |
| 1985-1992      | Jacqueline Desouches   | PS     |          |
| 1992-1998      | Albert Di Comun        | UDF    |          |
| 1998-2011      | Yvon Berthou           | PS     |          |
| 2011-2015      | Rebecca Fagot-Oukkache | PS     |          |